# Epibalta novaecaledoniae
Epibalta novaecaledoniae är en kackerlacksart som beskrevs av Karlis Princis 1974. Epibalta novaecaledoniae ingår i släktet Epibalta och familjen småkackerlackor.
Artens utbredningsområde är Nya Kaledonien. Inga underarter finns listade i Catalogue of Life.